# هریت کوئیمبی
هریت کوئیمبی (انگلیسی: Harriet Quimby؛ ۱۱ مهٔ ۱۸۷۵ – ۱ ژوئیهٔ ۱۹۱۲) یک نویسنده و خلبان اهل ایالات متحده آمریکا بود.

## نگارخانه

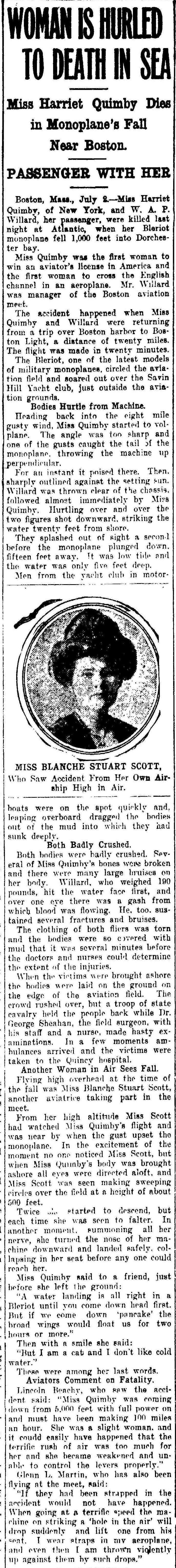
گزارش روزنامه از Fort Wayne Sentinel, فورت‌وین، ایندیانا، ۲ ژوئیه ۱۹۱۲
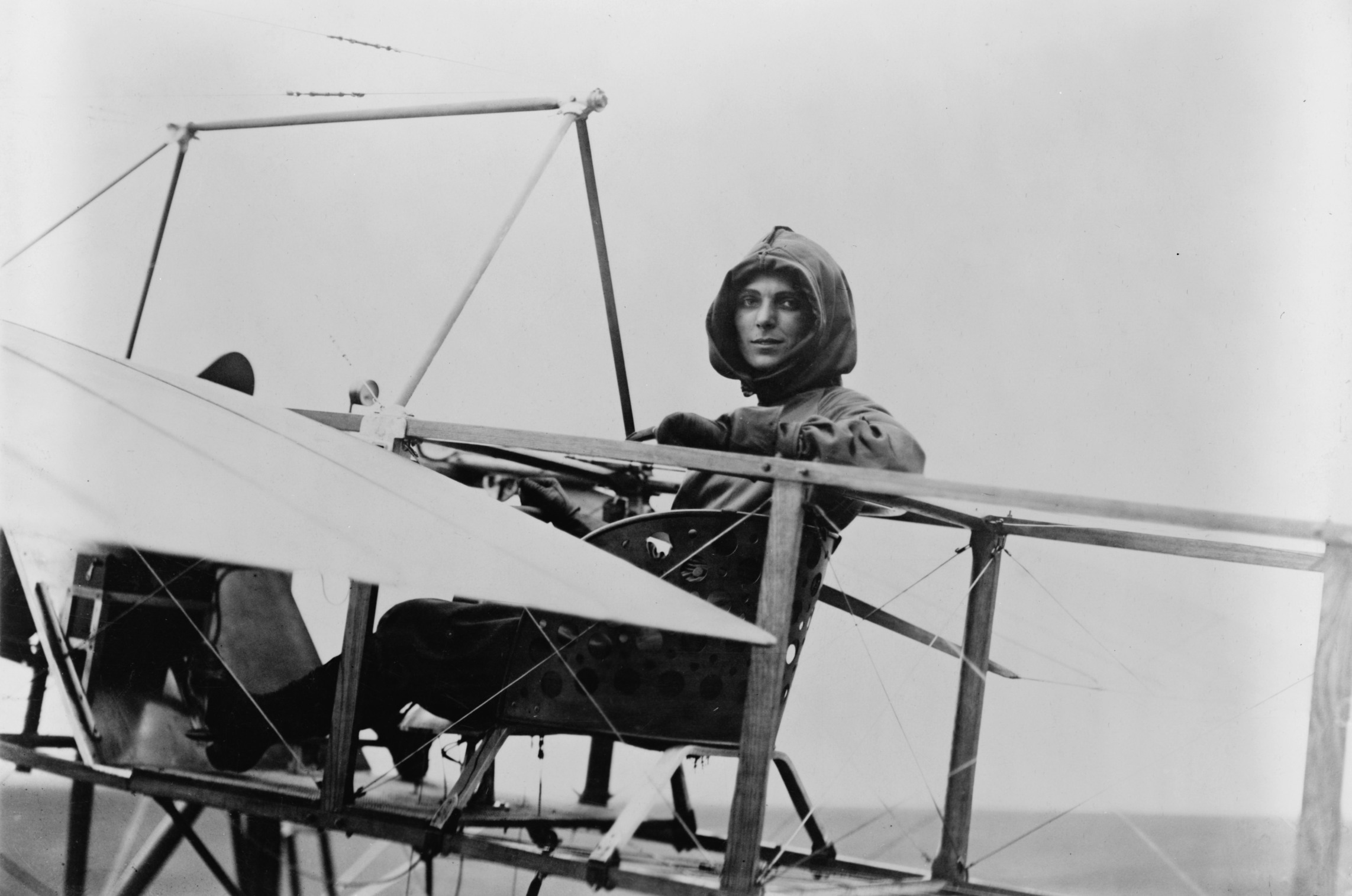
هریت کوئیمبی به همراه Moisant monoplane in which she learned to fly
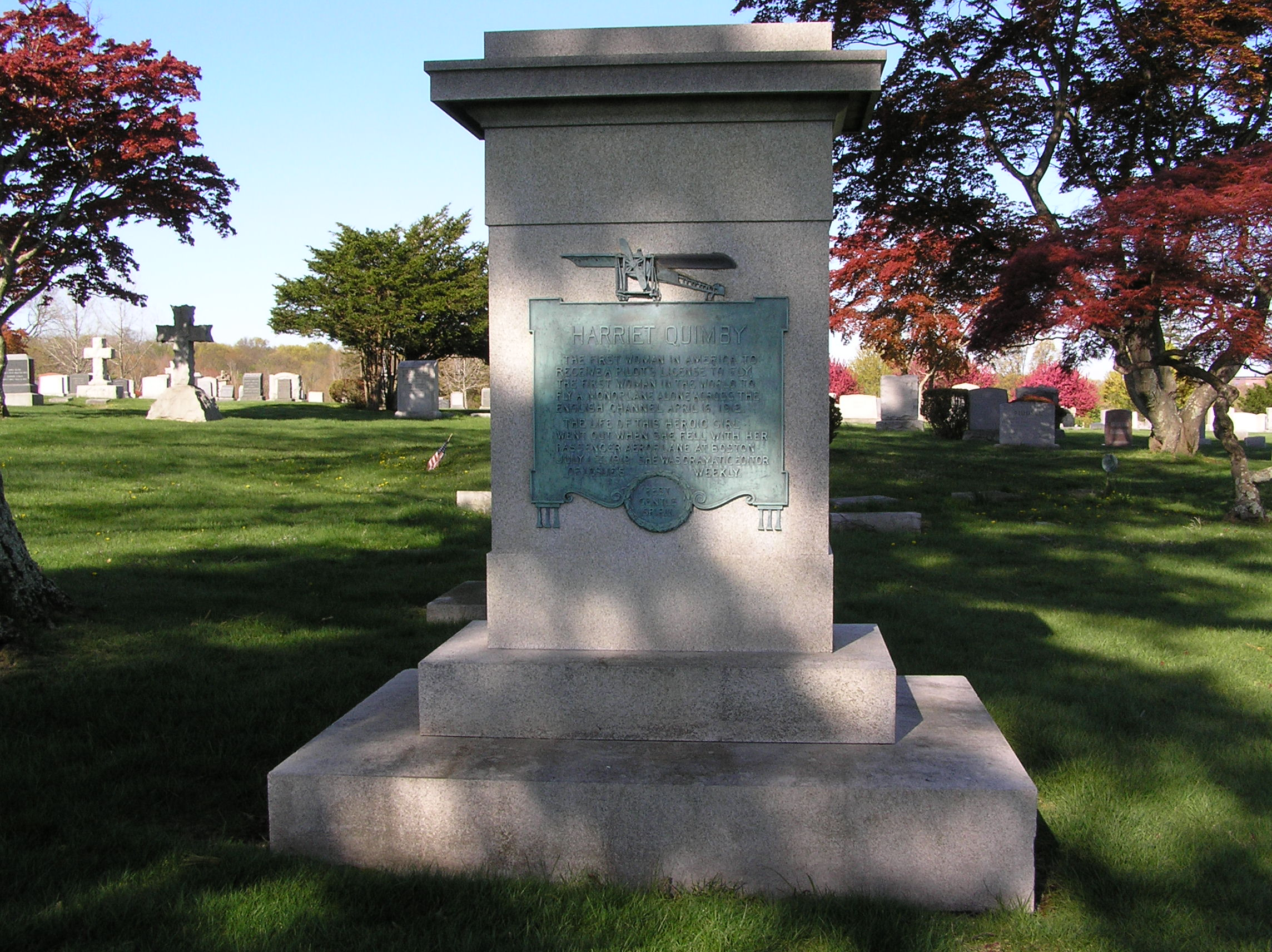
مجسمه یادبود هریت کوئیمبی
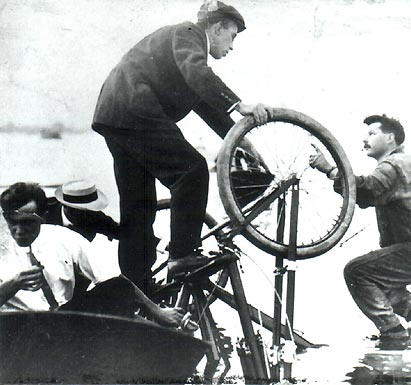
The wreck of Quimby's plane after her fatal accident
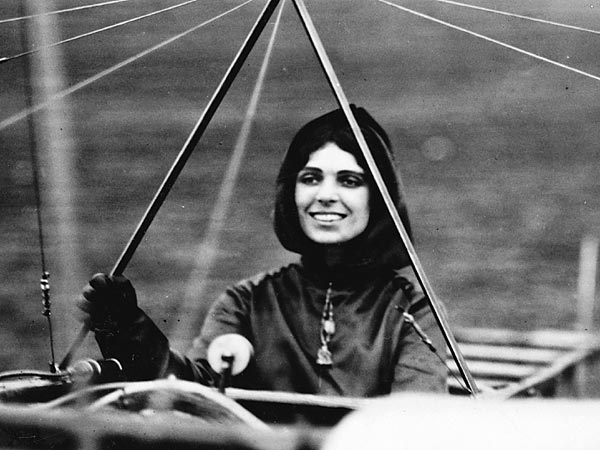